# Ameen Faheem
Ameen Faheem ou Amin Faheem (ou Makhdoom Muhammad Ameen Faheem, en ourdou : مخدوم محمد امین فھیم), né le 4 août 1939 à Hala, dans le district de Matiari, et mort le 21 novembre 2015 à Karachi, est un homme politique pakistanais, membre du Parti du peuple pakistanais. Il a été ministre du Commerce durant près de quatre ans, de 2008 à 2013.

## Biographie

### Études
Ameen Faheem est né à Hala, ville située dans le district de Matiari, dans la province du Sind. Son père, Makhdoom Muhammad Zaman Talib-ul-Mola, a été le 17e chef spirituel d'une organisation soufie et a fait partie des membres fondateurs du Parti du peuple pakistanais. Après les élections législatives de 1970, il a été député.
Ameen a suivi sa scolarité dans sa ville jusqu'en 1957. Il suit ensuite des études de sciences sociales et de science politique à l'Université du Sind et en sort diplômé en 1961.

### Carrière politique
Ameen Faheem commence sa carrière politique en 1970 en rejoignant le Parti du peuple pakistanais. Il est élu député pour la première fois cette année, puis est réélu à toutes les élections suivantes, en 1977, 1988, 1990, 1993, 1997, 2002, 2008 et 2013.
Après les élections législatives de 2008, il est cité comme l'un des favoris au poste de Premier ministre, mais c'est finalement Youssouf Raza Gilani qui devient le candidat du parti et est investi par l'Assemblée nationale.
À la suite des élections législatives de 2013, il devient le candidat de son parti au poste de Premier ministre, mais il ne remporte que 42 voix, arrivant second après Nawaz Sharif.
Le 21 novembre 2015, il meurt à Karachi de leucémie, à l'âge de 76 ans. Il a notamment reçu des soins à Berlin et Londres avant d'être rapatrié au Pakistan.